# Chaetonotus apolemmus
Chaetonotus apolemmus is een buikharige uit de familie Chaetonotidae. De wetenschappelijke naam van de soort werd in 1992 voor het eerst geldig gepubliceerd door Hummon, Balsamo & Todaro. De soort wordt nu in het ondergeslacht Marinochaetus geplaatst.